# Kur (taal)
Kur is een Austronesische taal, die wordt gesproken op het eiland Kur en nabijgelegen eilanden.
Kur verschilt duidelijk van Kei, de lingua franca van de Kei-eilanden waartoe Kur behoort. De lexicale gelijkenis tussen Kur en Kei bedraagt slechts een 47 à 50 %. De op het noordelijker gelegen eiland Tioor taal is het nauwst verwant met Kur en vertoont een 71 à 83 % lexicale gelijkenis met Kur.

## Classificatie[2]
- Austronesische talen (1268)
  - Malayo-Polynesische talen (1248 stuks)
    - Centraal-oostelijke talen (708 stuks)
      - Centraal-Malayo-Polynesische talen (168 stuks)
        - Teor-Kurtalen (2 stuks)
          - Teor
          - Kur